# Pinsà de Darwin de Genovesa becgròs
El pinsà de Darwin de Genovesa becgròs (Geospiza propinqua) és un ocell de la família dels tràupids (Thraupidae).

## Hàbitat i distribució
Habita matolls i cactus de l'illa Genovesa, a les illes Galápagos